# Myélomère
 (décembre 2012).
Si vous disposez d'ouvrages ou d'articles de référence ou si vous connaissez des sites web de qualité traitant du thème abordé ici, merci de compléter l'article en donnant les références utiles à sa vérifiabilité et en les liant à la section « Notes et références ».
Un myélomère représente un segment de la moelle spinale (ou moelle épinière) à partir duquel se détachent les racines ventrales, motrices et dorsales, sensitives, formant par la suite un nerf spinal mixte au niveau du foramen intervertébral, lequel se divise en un rameau dorsal et un autre ventral se dirigeant vers les organes ou tissus correspondants. Il s'agit d'un centre réflexe segmentaire synonyme d’arc réflexe. Ils composent la substance grise en se superposant. 